# 野見山正貴
野見山 正貴（のみやま まさき）は、福岡県北九州市出身のシンガー・作曲家・編曲家。1992年デビュー。現在はシンガーソングライター、ボイストレーナーとして活動している。

## ディスコグラフィー

### シングル
- 君の嘘のように（1992年、サンプル非売品CDS、APOLLON、X401CD05）
  1. 君の嘘のように
  2. 最後の夏
- Future Dream（1995年10月25日）
  1. Future Dream（作詞・作曲：野見山正貴、編曲：鈴木豪（すぐる）・野見山正貴）
  2. Under The Moon（作詞・作曲：野見山正貴、編曲：鈴木豪（すぐる）・野見山正貴）
- 遊びに行こうよ（1996年2月21日）
  1. 遊びに行こうよ（作詞・作曲：野見山正貴、編曲：鈴木豪（すぐる）・野見山正貴）
  2. 再会（作詞・作曲：野見山正貴、編曲：田辺恵二）
- 100%のI Love You（1996年12月4日）
  1. 100%のI Love You
  2. Power of Love
- ため息のストライド (2023年3月27日、soran Records）※配信のみ
- HOME 2023 (2023年4月24日、soran Records) ※配信のみ
- smile & crime (2023年5月25日、soran Records) ※配信のみ
- Find my life (2023年10月14日、soran Records) ※配信のみ
- Peace of heart (2024年4月13日、soran Records) ※配信のみ

### アルバム
- face（1993年6月21日）
  1. 君の嘘のように（作詞：売野雅勇、作曲：野見山正貴、編曲：CHOKKAKU）
  2. 最後の夏（作詞：売野雅勇、作曲：野見山正貴、編曲：CHOKKAKU）
  3. 二人のHistory（作詞・作曲：野見山正貴、編曲：松本晃彦）
  4. 僕らは永遠（作詞・作曲：野見山正貴、編曲：松本晃彦）
  5. Ghost（作詞・作曲：野見山正貴、編曲：CHOKKAKU）
  6. Before（作詞・作曲：野見山正貴、編曲：松本晃彦）
  7. You've Got the Future（作詞・作曲：野見山正貴、編曲：CHOKKAKU）
  8. 雨のレイトショー（作詞：売野雅勇、作曲：野見山正貴、編曲：CHOKKAKU）
  9. Growing Time（作詞：売野雅勇、作曲：野見山正貴、編曲：松本晃彦）
  10. I Love You（作詞：売野雅勇、作曲：野見山正貴、編曲：CHOKKAKU）
- Power of Love（1996年12月4日）
  1. Prelude（作曲：野見山正貴,鈴木豪、編曲：鈴木豪,野見山正貴）
  2. 僕たちの地図（作詞：野見山正貴、作曲：野見山正貴、編曲：鈴木豪,野見山正貴）
  3. Endless Tale（作詞：柴山カオル、作曲：野見山正貴、編曲：高田耕至）
  4. 100%のI Love You（作詞：野見山正貴、作曲：野見山正貴、編曲：田辺恵二）
  5. もしも君が居たなら（作詞：野見山正貴、作曲：野見山正貴、編曲：田辺恵二）
  6. 物語を始めよう（作詞：野見山正貴、作曲：野見山正貴、編曲：高田耕至）
  7. この夜に（作詞：野見山正貴、作曲：野見山正貴、編曲：鈴木豪,野見山正貴）
  8. 願いの季節（作詞：田辺智沙、作曲：野見山正貴、編曲：高田耕至）
  9. Wendy（作詞：野見山正貴、作曲：野見山正貴、編曲：田辺恵二）
  10. Power of Love -君・僕・そして再生-（作詞：野見山正貴、作曲：野見山正貴、編曲：田辺恵二）
  11. Wendy-Reprise-（作曲：野見山正貴、編曲：田辺恵二）
  12. Future Dream（作詞：野見山正貴、作曲：野見山正貴、編曲：鈴木豪,野見山正貴）
  13. 遊びに行こうよ（作詞：野見山正貴、作曲：野見山正貴、編曲：鈴木豪,野見山正貴）
- Silent Will（2008年9月24日）
  1. with me
  2. 見る夢は誰かの願い
  3. fateful love
  4. city pain
  5. home
  6. secret inside
  7. man in the mirror
  8. 横顔
  9. real breath
  10. soul alone
  11. and somebody
  12. ending-懐かしい未来-

  - 全体につきproduced by Nomiyama Masaki, all songs written by Nomiyama Masaki（個別の曲には記載なし）

### まんが・アニメ関係
- ハンサムな彼女　吉住渉オリジナルアルバム（1991年、ポニー・キャニオンPCCG-00133）
  - 3. Angel Phone（歌：野見山正貴、作詞：松本花奈、作曲：片倉三起也、編曲：加藤実）
  - 7, Handsome Girl ~さりげなく熱く~（歌：野見山正貴、作詞：松本花奈、作曲・編曲：山本拓已）

- 海の闇、月の影Memorial　篠原千絵オリジナルアルバム（1991年、ポニー・キャニオンPCCG-00160）
  - 4. 何を賭けても（歌：野見山正貴、作詞：松本花奈、作曲：高野富士雄、編曲：淡海悟郎）
  - 8. 何を賭けても（カラオケ）
  - 注：「何を賭けても」は『海の闇、月の影Last Message』（1991年、ポニー・キャニオンPCCG-00129）の7曲目にも収録されている。

- 天を見つめて地の底で　高橋美由紀オリジナルアルバム（1992年、ポニー・キャニオンPCCG-00202）
  - 1. 君のそばに……（歌：野見山正貴、作詞：高橋美由紀・斉藤勇、作曲・編曲：山本拓己）
  - 8. 永遠に（歌：野見山正貴、作詞：高橋美由紀・斉藤勇、作曲・編曲：山本拓己）

- 幻想魔伝最遊記 Image Album Vol.1（2000年、ムービック、MACM-1108）
  - 1. Freedom（歌：野見山正貴、作詞：こさかなおみ、作曲：野見山正貴、編曲：神津裕之）
  - 5. Believe in（歌：野見山正貴、作詞：こさかなおみ、作曲：上野浩司、編曲：上野浩司・Seiichi Takubo）
  - 7. Looking for the world（歌：野見山正貴、作詞：こさかなおみ、作曲：野見山正貴、編曲：Seiichi Takubo・野見山正貴）
  - 8. The way to paradise（歌：野見山正貴、作詞：こさかなおみ、作曲：Ken Kawamura、編曲：神津裕之）
  - 11. Hold the light（歌：野見山正貴、作詞：こさかなおみ、作曲：野見山正貴、編曲：Seiichi Takubo・野見山正貴）

- 幻想魔伝最遊記 Image Album Vol.2（2001年、ムービック、MACM-1120）
  - 2. Shiny on light（歌：野見山正貴、作詞：こさかなおみ、作曲：野見山正貴、編曲：大坪稔明）

- 幻想魔伝最遊記 Image Album Vol.3（2001年、ムービック、MACM-1127）
  - 2. LET ME BE（歌：野見山正貴、作詞：Laynah、作曲：野見山正貴、編曲：大坪稔明）
  - 6. Fortuneteller（歌：野見山正貴、作詞：こさかなおみ、作曲：野見山正貴、編曲：大坪稔明）
  - 12. See the Sun（歌：野見山正貴・江沼学・上野浩司・練木亮輔、作詞：こさかなおみ、作曲：野見山正貴、編曲：Akira Masubuchi）

- 最遊記RELOAD Image Album Vol.1（2003年、フロンティアワークス、FCCM-0011）
  - 3. snow crystal（歌：野見山正貴、作詞：こさかなおみ、作曲：野見山正貴、編曲：大坪稔明）
  - 5. Wake up Heart! （歌：野見山正貴、作詞：こさかなおみ、作曲：野見山正貴、編曲：Mitsuhiro Saito）

- 最遊記RELOAD Image Album Vol.2（2004年、フロンティアワークス、FCCM-0012）
  - 2. for me（歌：野見山正貴、作詞：こさかなおみ、作曲：野見山正貴、編曲：Mitsuhiro Saito）
  - 8. stream（歌：野見山正貴、作詞：こさかなおみ、作曲：上野浩司、編曲：Akira Masubuchi）

- （注）2004年の『最遊記RELOAD Image Album BEST SELECTION』（FCCM-0016）にも、「Freedom」「Shiny on light」「LET ME BE」「Looking for the world」「The way to paradise」の5曲が収録されている。

## 楽曲提供
- 稲垣潤一『天使さえ知らない』
- 近藤名奈『遠い想い』
- 椎名へきる『新しい風』
- 須藤あきら『イデア』
- 関俊彦『The clouds break.』『Game』『bad friends』
- B∀G『Kiss Kiss Kiss』
- 矢野真紀『初夏の出来事』『ひだまり』
- 米倉利紀『青空が判ってくれる』